# Maenadochrysa
Maenadochrysa (лат.) — подрод травяных листоедов подсемейства хризомелин, семейства листоедов.

## Описание
Питаются на растениях семейства яснотковые. В кариотипе 12 пар хромосом.

## Классификация
В состав подрода включают следующие виды
- Chrysolina affinis  (Fabricius, 1787)
- Chrysolina atlantica  (Escalera, 1914)
- Chrysolina aveyronensis Bechyné, 1950
- Chrysolina baetica  (Suffrian, 1851)
- Chrysolina crassipes  (Lucas, 1849)
- Chrysolina femoralis  (Olivier, 1790)
- Chrysolina lepineyi  (Kocher, 1958)
- Chrysolina mesatlantica  (Kocher, 1958)
- Chrysolina pseudoaenea (Fairmaire, 1865)
- Chrysolina thalassina  (Reiche et Saulcy, 1858)
- Chrysolina timarchoides  (Brisout, 1882)
- Chrysolina vermiculosa  (Marseul, 1886)

## Распространение
Представители подрода встречаются в Южной Европе и Северной Африке (Марокко, Алжир, Тунис) и Сирии.